# Planetární seismologie
Planetární seismologie je aplikace seismologie na jiné planety a další kosmická tělesa (např. Měsíc). Jejím primárním účelem je zkoumat vnitřní stavbu objektu (mocnost a variace kůry, průběh hustot v plášti, velikost jádra ad.) a tím pádem také existenci vnitřní aktivity tělesa (výskyt zemětřesení) či četnost meteoritických impaktů. Do současnosti byla planetární seismologie využita pouze ke zkoumání stavby Měsíce, v budoucnosti je ale plánováno její použití na Marsu (mise ExoMars plánovaná Evropskou kosmickou agenturou) i na dalších objektech (např. na Venuši či asteroidech).

## Lunární seismologie
V rámci programu Apollo byly na Měsíci vybudovány 4 stanice vybavené digitálními seismometry. Získaná data odhalila tzv. hnízda zemětřesení ve velkých hloubkách (zřejmě související se slapovými jevy) a umožnila odhad mocnosti měsíční kůry. Přesto, že se vědci shodli na faktu, že v oblasti moří je kůra tenčí než v oblasti vysočin, střední hodnota (která vypovídá o celkovém objemu diferenciovaného materiálu kůry) nebyla kvalitně určena. Důvodem byl nízký počet seismických stanic a také jejich nepříliš vhodné umístění (z tohoto důvodu také nevíme, zda má či nemá Měsíc metalické jádro). Dodatečné zpracování lunárních seismických dat dává střední mocnost kůry 40 ± 5 km,

což je výrazně méně než dříve přijímaným více než 60 km.